# Alphonse II de Gandia
Alphonse d'Aragon et d'Eiximenis (né en 1358 - mort le 31 août 1422), également connu sous les noms d'Alphonse II de Gandia « le Jeune » et Alphonse V de Ribagorce.

## Biographie

### Un duc influent
Il était le fils d'Alphonse Ier, duc de Gandie, et de son épouse Yolande d'Eiximenis d'Arenós. 
Alphonse II continua le travail de son père : il favorisa la culture de la canne à sucre et l'industrie, la construction de monuments importants tels que le monastère Saint-Jérôme de Cotalba et le palais ducal de Gandia, dont les travaux avaient été lancés par son père Alphonse Ier, il fit réparer l'église collégiale de Gandia et continua à promouvoir la cour qui abritait de grandes figures littéraires valenciennes comme Ausiàs March, Joanot Martorell et Joan Roís de Corella.

### La succession d'Aragon
À la mort de son père (5 mars 1412), il a été prétendant au trône de la Couronne d'Aragon au cours du compromis de Caspe, car il était descendant du roi Jacques II d'Aragon par les mâles en ligne droite. Mais il avait très peu de soutien et au moment du vote, il n'obtint aucun vote en sa faveur. Il se rallia à Ferdinand Ier, élu nouveau roi d'Aragon le 28 juin 1412, pendant le siège de Balaguer, quand Jacques II d'Urgell, un des prétendants au trône, se révolta contre le roi. Il fit également le siège de la ville de Lérida et négocia la reddition des rebelles.

## Mariage
Il se marie le 20 janvier 1393 à Tudela avec Marie de Navarre (1365-1412/1422), soeur du roi Charles III de Navarre. Veuf, il contracta un second mariage avec Yolande de Villafeliche.

## Mort
À sa mort sans descendance fut ouvert un procès pour la succession du duché, qui fut résolue par la dévolution de Gandie à Hugues de Cardona et de Gandia.